# 一千零二夜
《一千零二夜》（法語：Azur et Asmar，也译《阿苏和阿斯玛》）是2006年上映一部由米休·欧斯洛（Michel Ocelot）编写剧本并执导的法国童话式动画电影长片。从他首部原创作品《叽哩咕历险记》（英语：Kirikou and the Sorceress）算起，这是他所执导的第四部作品，同时还是他首部3D电脑动画，虽然它使用了非正常二维、绘画背景和非真实感绘制算法。就像导演的其它作品一样，这部也是原创的童话，在此情况下也受到民间传说的启发（包括但不限于：一千零一夜），并融入了北非和中东的装饰风格。而且在作品中增加的性格描述的程度，相较他之前的作品而言，超越了童话故事的范畴。

## 概要
很久以前，有一个奶妈同时照顾着两个孩子。Azur 是金发、碧眼的贵族子弟，而 Asmar 则是深色皮肤、深色眼睛的奶妈之子。奶妈给他们讲述一个关于精灵仙子等待一位英勇的王子将她救离她的宫殿的故事。两人在一起长大，情同手足，直到一天 Azur 的父亲残酷的分开他们，将奶妈与 Asmar 赶出了他们家，并把 Azur 送到寄宿学校。几年后，Azur 仍然被传奇的精灵仙子的故事所著迷，并独自旅行到奶妈的家乡寻找精灵仙子。当他们团聚的时候，奶妈已经成为了成功的商人，而 Asmar 则成为了皇家卫兵的一员。然而，Asmar 也渴望找到精灵仙子，他们两人中只有一个可以成功完成任务。

## 制作
欧斯洛在《一千零二夜》中使用的视觉效果，与他的早期作品有很大区别，影片受到法国艺术和十五世纪早期荷兰油画（特别是：让·富凯、林堡兄弟和扬·范·艾克），波斯缩样和伊斯兰教文明从中世纪直到15-16世纪的萨非艺术的影响。